# New Model Army

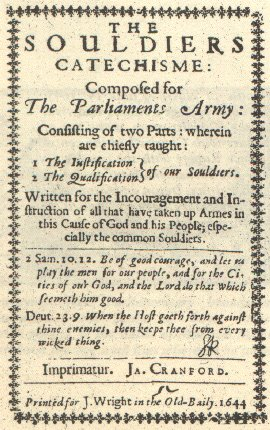
Der Katechismus der Soldaten der New Model Army

Die New Model Army war die Parlamentsarmee während des Englischen Bürgerkriegs, die seit Anfang 1645 einsatzbereit war. Oberbefehlshaber war zunächst Thomas Fairfax, während Oliver Cromwell die Reiterei, die Ironsides, kommandierte. Die Armee war entscheidend für den für das Parlament siegreichen Ausgang des Bürgerkriegs und setzte anschließend gegen die Parlamentsmehrheit die Hinrichtung des Königs durch. Dabei trat zunehmend Cromwell als führender Mann in den Vordergrund. Ab 1650 war er Oberbefehlshaber; gestützt auf die Armee regierte er von 1653 bis zu seinem Tod England, Schottland und Irland als Lordprotektor. Die Armee wurde nach der Restauration der Monarchie 1660 aufgelöst.

## Geschichte
Nachdem der Kriegsverlauf im Englischen Bürgerkrieg zunächst die für König Karl I. kämpfenden Truppen begünstigt hatte, beschloss das Parlament auf Betreiben Cromwells die Aufstellung eines neu organisierten Heeres. Dabei wurde nicht nur Wert auf eine zeitgemäße Ausrüstung und Taktik gelegt, sondern auch darauf, dass Offiziersstellen nicht nach sozialer Herkunft, sondern nach Befähigung vergeben wurden. Deshalb wurde das neue Heer als New Model Army, Armee nach neuem Muster, bezeichnet. Die Aufstellung begann im Winter 1644 und war im Februar 1645 größtenteils abgeschlossen.
Ihren ersten wichtigen Sieg erkämpfte die New Model Army am 14. Juni 1645 in der Schlacht bei Naseby. Auch die dreitägige Schlacht von Preston vom 17. August bis zum 19. August 1648 wurde von der New Model Army gewonnen. An dem Feldzug Cromwells gegen Irland, der 1649 begann, war die New Model Army ebenfalls beteiligt. Viele ihrer Soldaten ließen sich dort nach dem Ende der Kämpfe vor allem in Ulster nieder. Da es zu großen Problemen bei der Soldauszahlung kam, erhielten viele Soldaten als Ausgleich ein Grundstück auf irischem Boden.

## Gliederung
Die Infanterie der New Model Army bestand zu über zwei Dritteln aus Musketenschützen, während es sich bei den restlichen Infanteristen um Pikeniere handelte. Die Reiterei bestand aus Kürassieren und Arkebusierreitern. Hinzu kam ein Regiment Dragoner (Fußsoldaten zu Pferd) und eine Freiwilligen-Kompanie Forlorn Hope, welche in der Schlacht besonders gefährliche Aufgaben übernahm.

## Ausrüstung

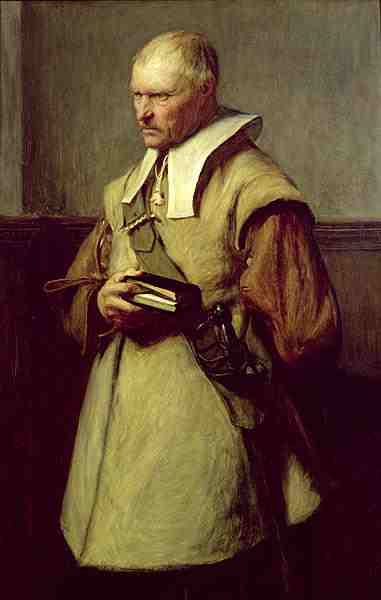
Ein „Rundkopf“, Gemälde aus dem 19. Jahrhundert

Nur wenige Soldaten der New Model Army waren mit einer Rüstung ausgestattet. In der schweren Reiterei und bei einigen Pikenieren war eine Kombination aus einem visierlosen Helm und einem Brustpanzer gebräuchlich, doch bevorzugte man ein langes Gewand aus verstärktem Leder (buff coat). Dieses war meist gelb-braun gefärbt und typisch für die Soldaten des Neuen Musterheeres; wenn auch nicht jeder Kämpfer ein solches trug.

## Religiöse Einstellung
In der New Model Army wurde die Kommandogewalt ohne Rücksicht auf die soziale Rangfolge vergeben. Damit brach sie die Tradition anderer zeitgenössischer Armeen, in der nur Adelige hohe Ämter in der Armee bekleiden konnten. Da Puritaner aufgrund ihres Glaubens als besonders tüchtig galten, wurden besonders viele Befehlshaber mit puritanischen Anschauungen eingestellt. Diese förderten die Ausbreitung ihres Glaubens in der Truppe. Die Armeegeistlichen ermutigten die Soldaten zum Bibelstudium und zum Gespräch über religiöse Fragen. Auch wurden die Soldaten psalmensingend in die Schlacht geführt.
Die Folge war ein religiös verstandenes Bündnis zwischen Mannschaften und Offizieren, das zu einer höheren Kampfmoral führte. Zudem förderten die religiösen Diskussionen in der Truppe die Kommunikationsfähigkeit. Dies war für die spätere Einmischung der Mannschaft in die sozialen Belange des Königreichs von entscheidender Bedeutung.